# Nombre quàntic topològic
En física, un nombre quàntic topològic (també anomenat càrrega topològica) és qualsevol quantitat, en una teoria física, que pren només un d'un conjunt discret de valors, a causa de consideracions topològiques. Amb més freqüència, els nombres quàntics topològics són invariants topològics associats a defectes topològics o solucions de tipus solitó d'algun conjunt d'equacions diferencials que modelen un sistema físic, ja que els solitons deuen la seva estabilitat a consideracions topològiques. Les "consideracions topològiques" específiques solen ser degudes a l'aparició del grup fonamental o d'un grup d'homotopia de dimensions superiors en la descripció del problema, molt sovint perquè el límit, sobre el qual s'especifiquen les condicions de límit, té un grup d'homotopia no trivial que es conserva per les equacions diferencials. El nombre quàntic topològic d'una solució de vegades s'anomena nombre d'enrotllament de la solució, o, més precisament, és el grau d'un mapeig continu.
El concepte de nombres quàntics topològics que s'estan creant o destruint durant les transicions de fase va sorgir en la física de la matèria condensada a la dècada de 1970. La transició Kosterlitz-Thouless va demostrar com els defectes topològics, com els vòrtexs, es podrien crear i aniquilar durant les transicions de fase en sistemes bidimensionals. Paral·lelament, en la teoria de camps quàntics, el model de monopoli ' t Hooft-Polyakov va demostrar com les estructures topològiques, com els monopols magnètics, podrien aparèixer o desaparèixer depenent de la fase d'un camp, vinculant les transicions de fase amb els canvis dels nombres quàntics topològics. A la dècada de 1980, el model teòric de Haldane va demostrar que els materials poden posseir nombres quàntics topològics com el nombre de Chern, que pot conduir a diferents fases de la matèria. Aquest concepte es va explorar més amb el desenvolupament de fases topològiques, inclosos els efectes Hall quàntics fraccionats i els aïllants topològics.

## Física de partícules
En física de partícules, un exemple el dóna Skyrmion, per al qual el nombre barió és un nombre quàntic topològic. L'origen prové del fet que l'isospin està modelat per SU(2), que és isomòrfic a la 3-esfera. {\displaystyle S^{3}} i {\displaystyle S^{3}} hereta l'estructura de grup de SU(2) a través de la seva associació bijectiva, de manera que l'isomorfisme es troba en la categoria de grups topològics. En agafar un espai tridimensional real i tancar-lo amb un punt a l'infinit, també s'obté una 3-esfera. Les solucions a les equacions de Skyrme a l'espai tridimensional real mapeen un punt de l'espai "real" (físic; euclidià) a un punt de la SU(2) de 3 varietats. Les solucions topològicament diferents "emboliquen" una esfera al voltant de l'altra, de manera que una solució, sense importar com es deforme, no es pot "desembolicar" sense crear una discontinuïtat en la solució. En física, aquestes discontinuïtats s'associen amb energia infinita i, per tant, no estan permeses.
En l'exemple anterior, l'afirmació topològica és que el tercer grup d'homotopia de les tres esferes és
{\displaystyle \pi _{3}(S^{3})=\mathbb {Z} }
i per tant el nombre barió només pot prendre valors enters.
Una generalització d'aquestes idees es troba en el model Wess–Zumino–Witten.

## Models exactament resolubles
Es poden trobar exemples addicionals en el domini dels models exactament resolubles, com ara l'equació sinusoïdal de Gordon, l'equació de Korteweg–de Vries i l'equació d'Ishimori. L'equació sinus-Gordon unidimensional és un exemple particularment senzill, ja que hi ha el grup fonamental en joc
{\displaystyle \pi _{1}(S^{1})=\mathbb {Z} }
i també ho és literalment un nombre sinuós: un cercle es pot envoltar al voltant d'un cercle un nombre enter de vegades. El model sinus-Gordon quàntic és equivalent al model de Thirring massiu. Les excitacions fonamentals són els fermions: nombre quàntic topològic {\displaystyle \mathbb {Z} } és el nombre de fermions. Després de la quantificació del model sinus-Gordon, la càrrega topològica esdevé "fraccional". La consideració constant de la renormalització ultraviolada mostra que un nombre fraccionari de fermions es va repel·lir sobre el tall ultraviolat. Així que el {\displaystyle \mathbb {Z} } es multiplica per un nombre fraccionari depenent de la constant de Planck.

## Física de l'estat sòlid
En la física de l'estat sòlid, certs tipus de dislocacions cristal·lines, com ara les dislocacions de cargol, es poden descriure mitjançant solitons topològics. Un exemple inclou luxacions de tipus cargol associades amb bigotis de germani.